# フェリックス・ゴットヴァルト
フェリックス・ゴットヴァルト（Felix Gottwald、1976年1月13日 - ）は、オーストリアザルツブルク州ツェル・アム・ゼー出身のノルディック複合選手である。

## 競技歴
1994年リレハンメルオリンピックの15km個人に18歳で出場、1998年長野オリンピックには15km個人と4x5km団体の両種目に出場し、結果は個人21位、団体4位であった。
ノルディックスキージュニア世界選手権には1993年から1996年まで4回出場し金メダル1個、銀メダル1個、銅メダル3個獲得している。
2002年ソルトレークシティオリンピックでは、15km個人、4x5km団体（クリストフ・ビーラー、ミヒャエル・グルーバー、マリオ・シュテヒャー）、7.5kmスプリントの3種目すべてで銅メダルを獲得。更に、2006年トリノオリンピックでは7.5kmスプリント、4x5km団体（グルーバー、ビーラー、シュテヒャー）で金メダル、15km個人ではゲオルク・ヘティヒに敗れるも、銀メダルを獲得した。
ノルディックスキー世界選手権では、2003年大会の4x5km団体で金メダルを獲得。その他1997年大会から2005年大会にかけて、2つの銀メダルと5つの銅メダルを獲得している。
ノルディック複合・ワールドカップでは1992-1993シーズンから出場、2000-2001シーズンには個人総合優勝を達成。また、ホルメンコーレンスキー大会では2001年、2003年の2度優勝している。これらの実績から、2003年にはドイツのロニー・アッカーマンと共にホルメンコーレン・メダルを授与されている。
2007年ノルディックスキー世界選手権札幌大会ではスプリント、グンダーセンともに5位、団体4位とメダルには僅かに手が届かなかった。2006-2007シーズンを最後に現役を引退した。彼を記念してザールフェルデンのウッテンホーフェンにあるジャンプ台にその名が冠された(w:de:Felix-Gottwald-Schisprungstadion)。2008年には自伝Ein Tag in meinem Lebenを出版した。
2009年5月17日に現役復帰を表明。復帰後最初の試合は10月18日-19日のオーストリア選手権で、ノーマルヒル、ラージヒルともに2位となった。
11月28日のクーサモで3年ぶりにワールドカップに復帰する予定だったが病気のため欠場した。12月15日-16日のリレハンメルラージヒルで15位と12位になり復帰を果たすと12月18日にラムサウのノーマルヒルで2位となり、以後上位入賞を続けて1月9日のヴァル・ディ・フィエンメでは復帰後初勝利（通算21勝目）をあげた。
ワールドカップ総合2位で臨んだ2010年バンクーバーオリンピックでは個人ノーマルヒル14位、個人ラージヒル17位に終わったが団体戦ではベルンハルト・グルーバー、マリオ・シュテヒャー、ダビット・クライナーとともに金メダルを獲得した。
2010-2011シーズン終了時点でワールドカップ通算23勝（2位24回、3位20回）総合優勝1回（2000-2001）、総合2位3回、総合3位3回。　

## 著書
- Felix Gottwald, Ein Tag in meinem Leben, Gottwald Verlag, ISBN 3-2000-1226-9